# Ґеорґі Канділаров
Ґеорґі Канділаров (8 серпня 1851, Котел, Османська імперія, нині — Болгарія — 9 червня 1943, Арбанаси, Болгарія) — болгарський педагог, організатор болгарської просвітницької діяльності в Македонії наприкінці XIX — на початку XX ст. 

## Біографія

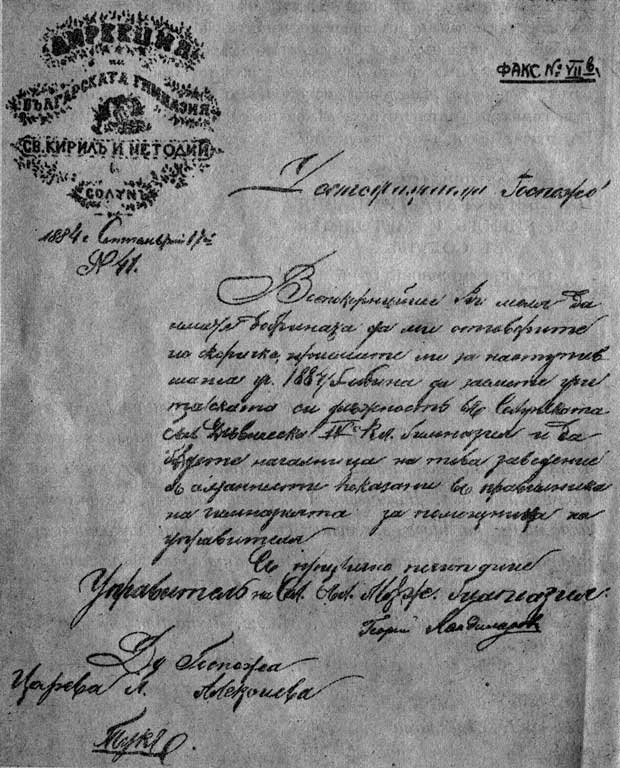
Лист від Ґеорґі Канділарова, директора Солунської болгарської чоловічої гімназії, до Царевни Міладінової, директорки Солунської жіночої гімназії, 17 вересня 1884 р.

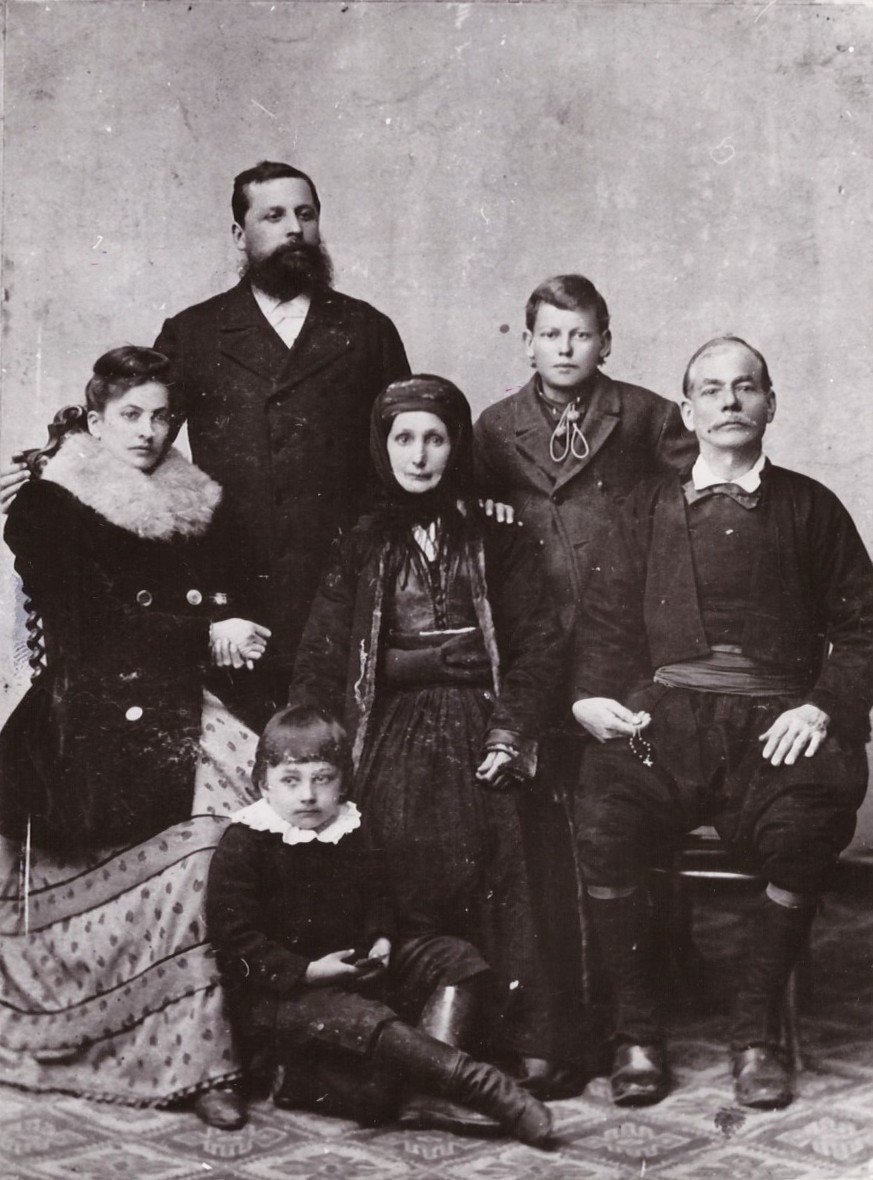
Ганна Канділарова, Ґеорґі Канділаров та їх родина

Народився в Котелі в 1851. Викладав в рідному місті з 1869 по 1873 рік. У 1880 році закінчив семінарію в Одесі, а в 1884 — Київську духовну академію. У 1880 заснував Болгарську Чоловічу гімназію в Салоніках, а з 1883 по 1887 рік був її директором і управителем,  а також болгарських початкових шкіл в місті. У 1884 — 1885 рр. — директор болгарської жіночої гімназії у Салоніках. У 1887 — 1889 працював у Водені. Був обраний головою болгарської муніципалітету Водені і активно працював для врегулювання болгарської освітньої роботи у Водені.  Заарештований владою і засуджений до вигнання. Після виправдання став управителем трьох болгарських шкіл — в Битолі (1889 - 1890), Сіарі (1891) і Скоп'є. 
У Македонії Канділаров розробив широкий спектр освітніх заходів і взяв участь у відкритті 35 шкіл. Влада скасовує його ліцензію вчителя і арештовує його. Канділаров захворів і повернувся до рідного Котеля. З 1892 по 1895 р. викладав у Духовній школі в Лясковці, з 1896 р. — в Духовній семінарії в Константинополі, з 1897 по 1899 —  ректор. З 1900 по 1906 — директор жіночої гімназії в Русе. Викладав у Софійській семінарії (1916-1918) і Пловдивській семінарії (1920-1925). 
Канділаров був одружений з викладачкою Ганною Трепчевою . Помер у 1943 році в Арбанасах . 

## Праці
- Българските гимназии и основни училища в Солун [Архівовано 2 травня 2019 у Wayback Machine.], София, 1930
- Българските училища в град Воден от 1869 до 1913 година. – В: „Беломорски преглед“, т. 2, София, 1944